# Guzianka (Ruciane-Nida)
Guzianka (deutsch Guszianka, 1938 bis 1945 Guschienen) ist ein Stadtteil von Ruciane-Nida (Rudczanny, 1938 bis 1945 Niedersee, sowie: Nieden) im Powiat Piski (Johannisburger Kreis) in der polnischen Woiwodschaft Ermland-Masuren. Von 1945 bis 1957 war der Ort dem Powiat Mrągowski (Sensburger Kreis) angegliedert. Er war bis in die 1920er Jahre ein selbständiger Ort im ostpreußischen Kreis Sensburg gewesen.

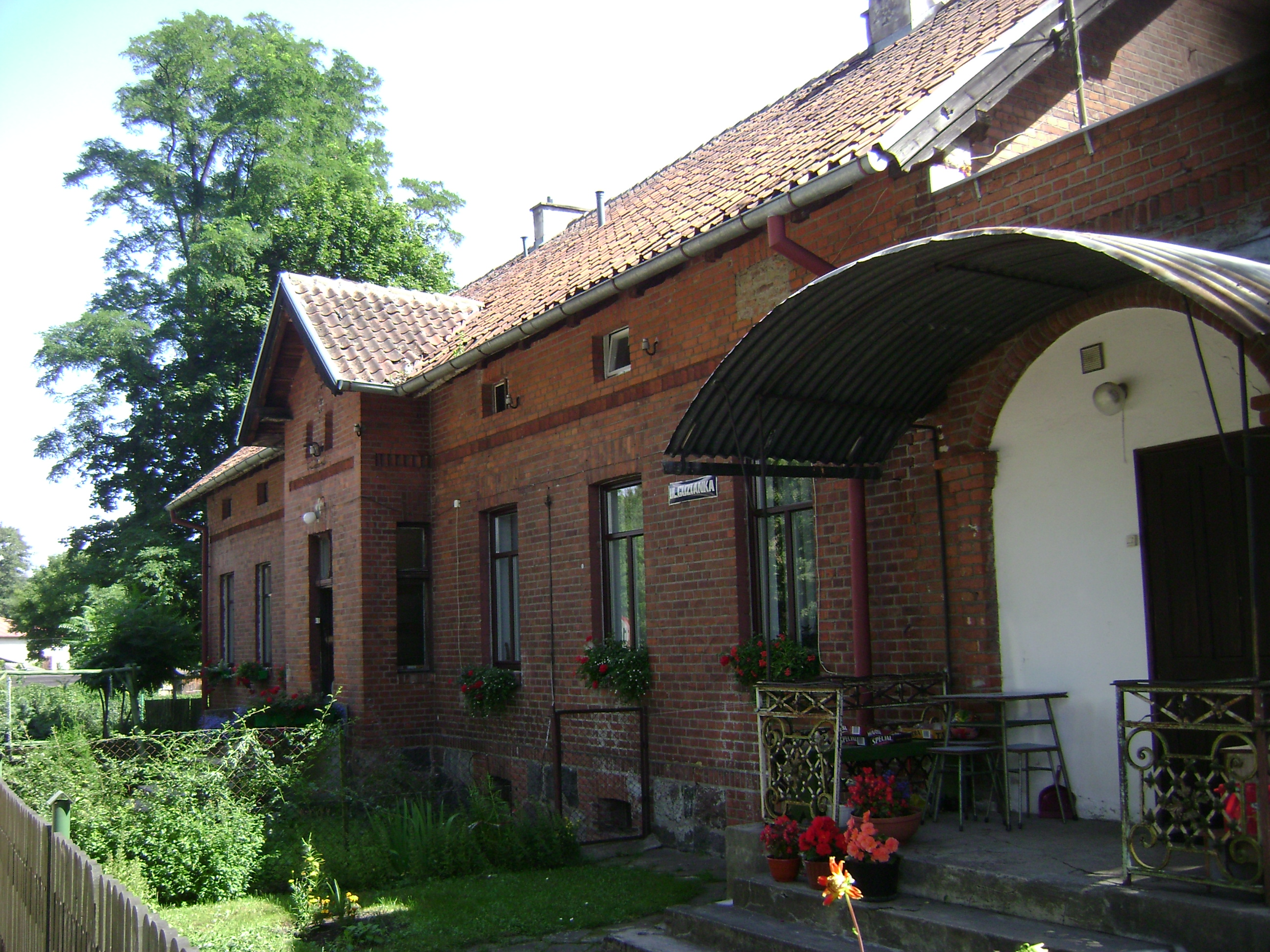
Wohnhaus in Guzianka

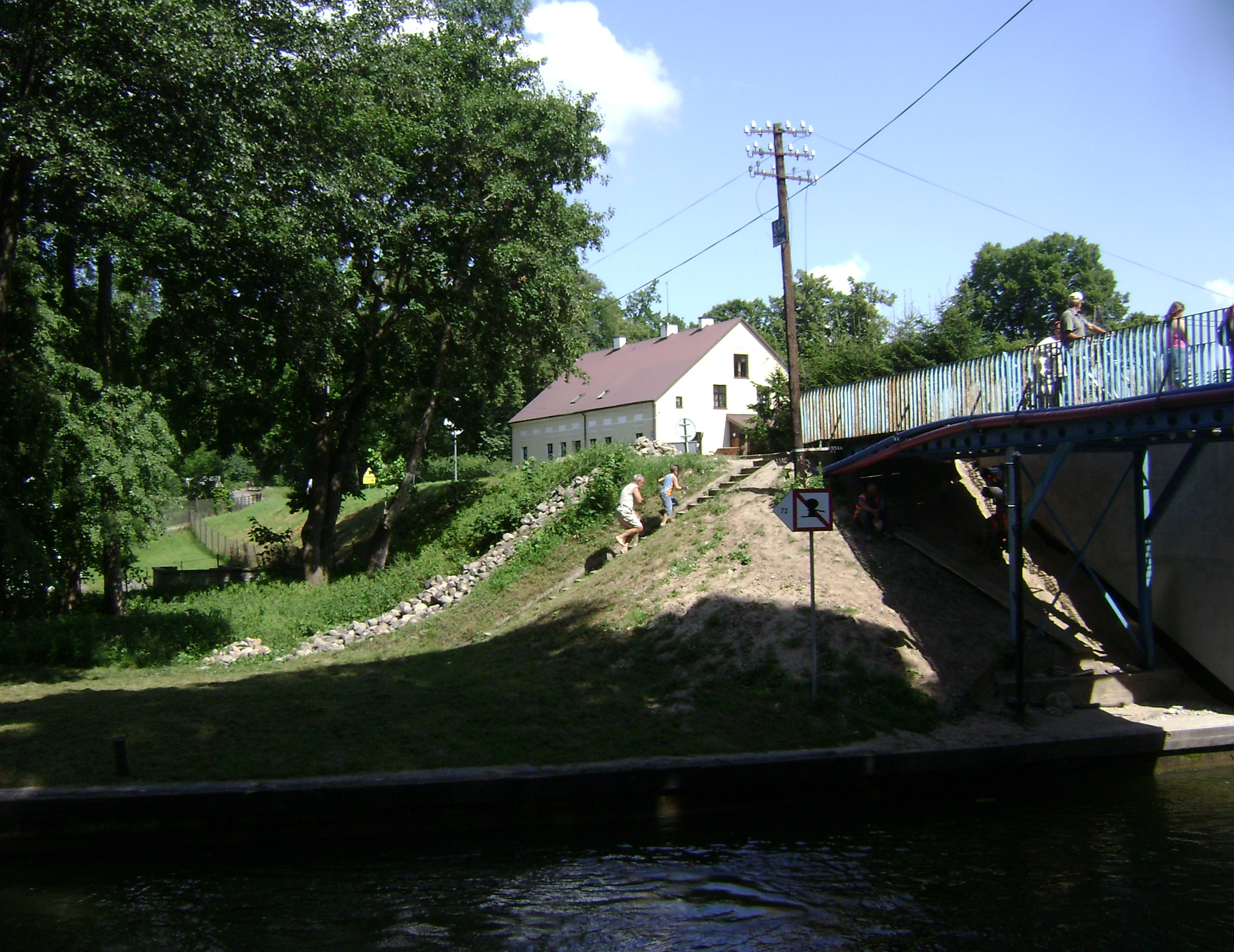
Straßenübergang an der Schleuse Guzianka

## Geographische Lage
Guzianka liegt in der ostpreußischen Landschaft Ermland-Masuren im Norden der Stadt Ruciane-Nida und stößt im Nordwesten an den Bełdany (deutsch Beldahnsee), im Nordosten an den Guzianka Mała (Kleiner Guszin-See, 1938 bis 1945 Kleiner Guschiener See) und im Südosten an den Guzianka Wielka (Großer Guszin-See, Großer Guschiener See). Die ehemalige Kreisstadt Mrągowo (deutsch Sensburg) liegt 29 Kilometer nordwestlich, während die derzeitige Kreismetropole Pisz (deutsch Johannisburg) 16 Kilometer in östlicher Richtung entfernt ist.

## Geschichte
Im Jahr 1785 wird Guzianka als ein Chatoulort am Johannisburger Kanal mit einem kölmischem Krug und zwei Feuerstellen (Haushaltungen) beschrieben, der zum Besitz des Königs gehört.
Das nach 1785 Guzianka, nach 1871 Gusianka und bis 1938 Guszianka (auch: Gußianka, Guschianka) genannte Dorf wurde 1689 gegründet. Es wurde Sitz eines Forstamtes und einer Försterei.
Am 8. April 1874 erhielt der Ort den Rang eines Amtsdorfes und wurde namensgebend für einen Amtsbezirk, der – 1938 in „Amtsbezirk Guschienen“ umbenannt – bis 1945 bestand und zum Kreis Sensburg im Regierungsbezirk Gumbinnen (ab 1905: Regierungsbezirk Allenstein) in der preußischen Provinz Ostpreußen gehörte. Im Jahre 1910 zählte der Gutsbezirk Oberförsterei Guszianka 185 Einwohner. In den Jahren 1928/29 gab der Ort seine Eigenständigkeit auf und wurde in den Nachbarort Rudczanny (polnisch Ruciane, heute Stadtteil von Ruciane-Nida) eingegliedert.
Aus politisch-ideologischen Gründen der Abwehr fremdländisch klingender Ortsnamen wurde Guszianka am 3. Juni 1938 in „Guschienen“ umbenannt.
Gegen Ende des Zweiten Weltkriegs wurde die Region während der Ostpreußischen Operation Ende Januar 1945 von der Roten Armee besetzt. Nach Kriegsende wurde Guszianka zusammen mit dem südlichen Ostpreußen von der Sowjetunion gemäß dem Potsdamer Abkommen dem kommunistischen Regime der Volksrepublik Polen zur Verwaltung unterstellt. Der Ort erhielt die polnische Namensform „Guzianka“ und es begann der Zuzug polnischer Migranten. Soweit die deutschen Bewohner nicht geflohen waren, wurden sie in der Folgezeit vertrieben. Es wurde den Einwohnern später nicht erlaubt, in ihren Besitz zurückzukehren.
1957 wurde die Ortschaft in die mit Nida (Nieden) vereinte und zum Powiat Piski gehörende Gromada Ruciane (Rudczanny, 1938 bis 1945 Niedersee) eingegliedert, die ab 1966 die Stadt Ruciane-Nida bildete.
| Jahr | Einwohnerzahl | Anmerkungen |
| 1782 | –             | Chatoulort mit Krug und zwei Feuerstellen (Haushaltungen) |
| 1818 | 20            | [ 6 ] |
| 1867 | 307           | königlicher Forst Gusianka, am 3. Dezember |
| 1871 | 343           | am 1. Dezember, davon 230 Evangelische und 113 Katholiken |
| 1910 | 185           | Oberförsterei Guszianka, am 1. Dezember, davon 52 mit deutscher Muttersprache (50 Evangelische, zwei Katholiken), ein Einwohner mit polnischer Muttersprache (katholisch) und 124 mit masurischer Muttersprache (sämtlich Evangelische) |

### Amtsbezirk Guszianka/Guschienen (1874–1945)
Zum Amtsbezirk Guszianka gehörten ursprünglich fünf Orte. Trotz struktureller Veränderungen blieb es bis zum Januar 1945 beim Amtsbezirk Guschienen bei dieser Zahl:
| Name               | Geänderter Name 1938 bis 1945 | Polnischer Name       | Bemerkungen                                 |
| ------------------ | ----------------------------- | --------------------- | ------------------------------------------- |
| Diebowo            |                               | Dybówko               |                                             |
| Guszianka          | Guschienen                    | Guzianka              | 1928/29 nach Rudczanny eingemeindet         |
| Popiellnen         | (ab 1928:) Spirding           | Popielno              |                                             |
| Warnold            |                               | Warnowo               | 1929 nach Piasken-Onufrigowen eingegliedert |
| Wigrinnen          |                               | Wygryny               |                                             |
| nach 1908:         |                               |                       |                                             |
| Piaska-Onufrigowen | (ab 1929:) Rehfelde           | Piaski und Onufryjewo |                                             |
| Rudczanny          | Niedersee                     | Ruciane               |                                             |

Am 1. Januar 1945 gehörten Niedersee, Rehfelde, Spirding, Wigrinnen mit noch dem Gutsbezirk Johannisburger Heide, Anteil Sensburg, Forst, zum Amtsbezirk.

## Religionen
Guszianka waren evangelischerseits in das Filialdorf Rudczanny der Kirche Alt Ukta in der Kirchenprovinz Ostpreußen der Kirche der Altpreußischen Union bzw. katholischerseits in die Kirche Sensburg im Bistum Ermland eingepfarrt.
Heute gehört Guzianka zur katholischen Pfarrei Ruciane-Nida im Bistum Ełk der Römisch-katholischen Kirche in Polen. Die evangelischen Einwohner halten sich zur Pfarrei in Pisz (Johannisburg), die in Wejsuny (Weissuhnen) eine Filialkirche unterhält und der Diözese Masuren der Evangelisch-Augsburgischen Kirche in Polen zugehört.

## Sehenswürdigkeiten

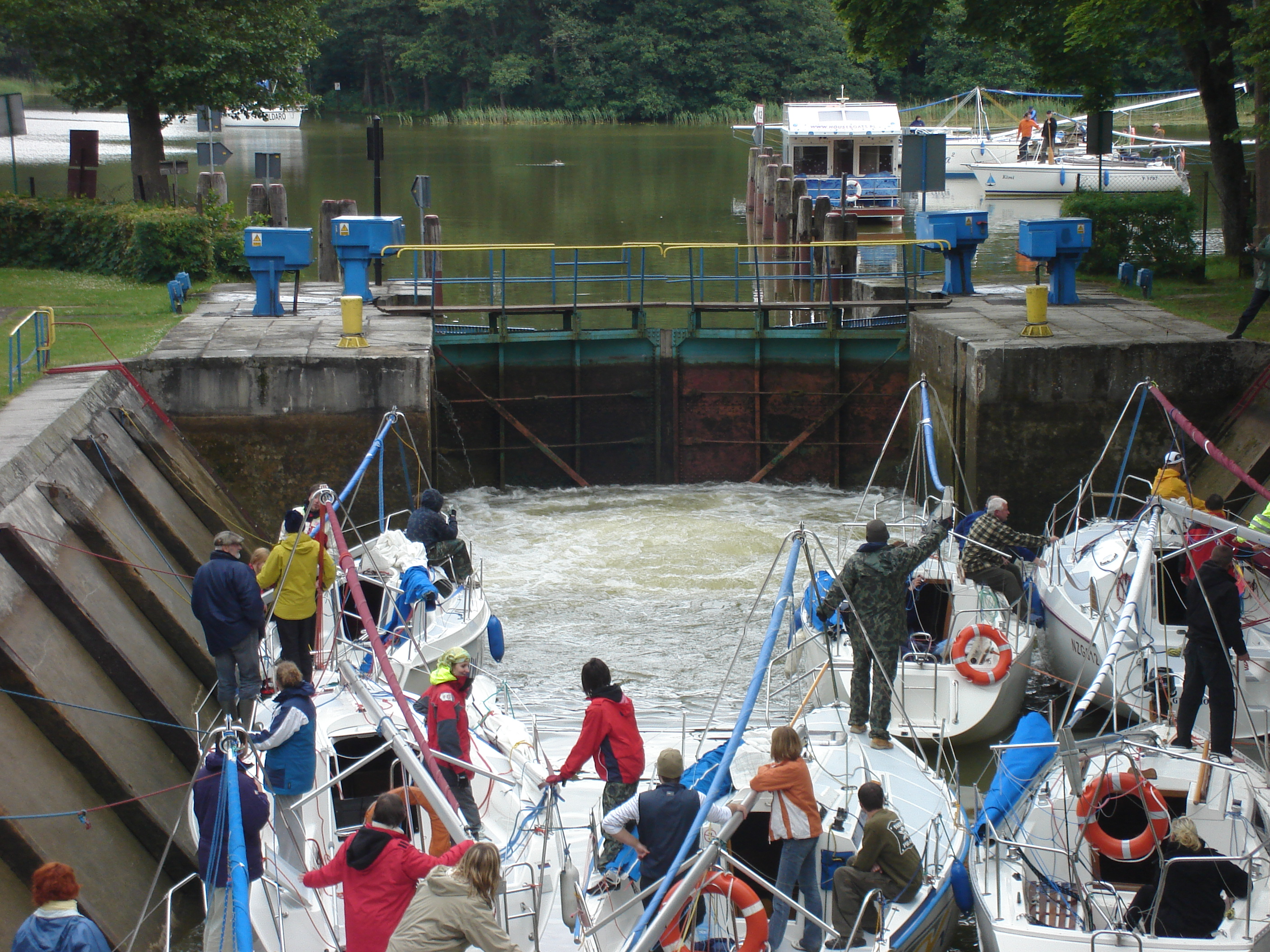
Schleuse Guzianka

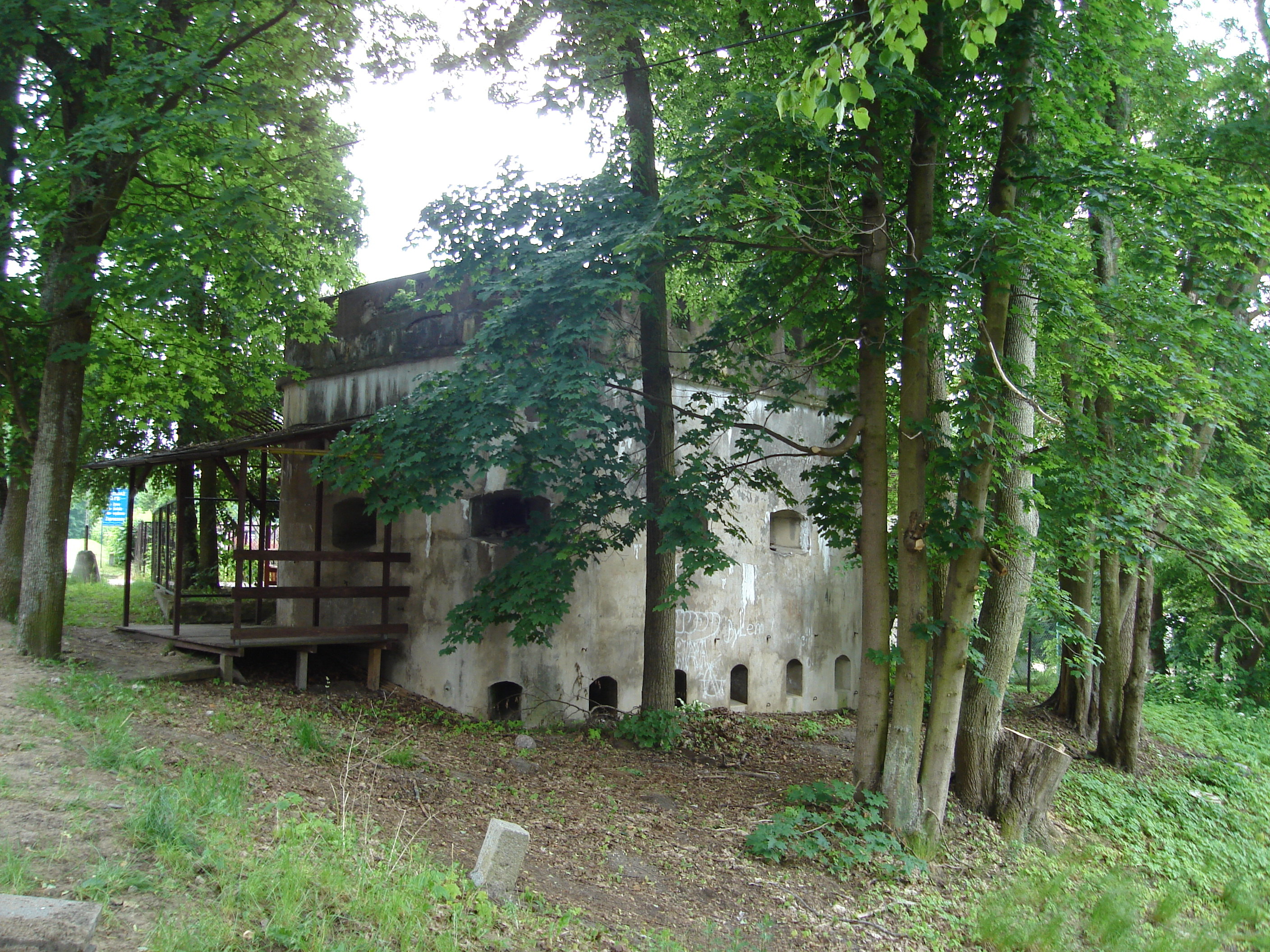
Schutzbunker bei Guzianka

### Schleusen Guzianka
Die heute noch im Betrieb befindliche Schleuse in Guzianka wurde 1879 gebaut. Sie verfügt über eine Länge von 44 Metern, eine Breite von 7,5 Metern und überwindet einen Höhenunterschied von 2 Metern zwischen dem Bełdany (Beldahnsee) und dem Guzianka Mała (Kleiner Guszianka-See/Kleiner Guschiener See) und sichert den Schifffahrtsweg vom Śniardwy (deutsch Spirding-See) bis zum Jezioro Nidzkie (Niedersee).
2020 wurde die Schleuse Guzianka II in Betrieb genommen. Das Schleusenbecken ist 50 Meter lang und 7,50 Meter breit und bietet Platz für rund zehn Schiffe. Dadurch werden die Schleusenzeiten verkürzt, denn in der alten Schleuse hatten grundsätzlich die Fahrgastschiffe Vorrang. Die Kosten der Schleuse betrugen rund 6,8 Mill. Euro, davon wurden 3,6 Mio. von der Europäischen Union getragen. In der Saison 2020 wurden alle Benutzer auf den staatlichen inländischen Wasserwegen von jeglichen Abgaben befreit.

### Bunker
Aufgrund des Vorrückens der Roten Armee errichtete die Wehrmacht 1944/45 hier Bunkeranlagen. Noch heute ist der oberirdische Schutzbunker direkt an der Schleuse erhalten.

## Verkehr
Der Stadtteil Guzianka liegt an einer städtischen Ausfallstraße, die entlang des Jezioro Bełdany bis nach Wierzba (Wiersba, 1938 bis 1945 Beldahnsee) führt. Die nächste Bahnstation ist der Bahnhof Ruciane-Nida an der Bahnstrecke Olsztyn–Ełk.